# Frederick Cornwallis Conybeare
Frederick Cornwallis Conybeare, FBA (14 de setembro de 1856 – 9 de janeiro de 1924), era um orientalista britânico, membro pertencente do University College, em Oxford, e também professor de Teologia na Universidade de Oxford.

## Biografia
Conybeare nasceu em Coulsdon, Surrey, como o terceiro filho de John Charles Conybeare, um advogado, e neto de William Daniel Conybeare, um geólogo renomado. Ele demonstrou interesse na Ordem da Reunião Corporativa, uma organização Católica Antiga, e acabou se tornando Bispo dela em 1894. Durante a década de 1890, ele escreveu um livro sobre o caso Dreyfus, posicionando-se como Dreyfusard, e realizou traduções de textos cristãos primitivos, como o Testamento de Salomão. Além disso, seu trabalho sobre Barlaão e Josafá foi amplamente reconhecido como influente. Ele também era reconhecido como uma autoridade na Igreja Apostólica Armênia.
Durante o período entre 1904 e 1915, ele fez parte da Rationalist Press Association, uma organização criada em 1899.
Uma das obras mais famosas de Conybeare é Mito, Magia e Moral, originalmente publicada em 1909 e posteriormente relançada como As Origens do Cristianismo. Esta obra foi interpretada de formas diversas, sendo vista tanto como uma crítica contundente à teoria do mito de Jesus, o que colocaria Conybeare como apoiador da figura histórica de Jesus, quanto como um ataque a certos aspectos do Cristianismo ortodoxo. Mais tarde, em 1914, ele retornou para confrontar diretamente os principais defensores da teoria do mito de Jesus vigentes na época.
Além de suas outras atividades, Coneybeare dedicou-se à tradução, sendo responsável pela tradução de dois volumes de A Vida de Apolônio de Tiana, escrita por Philostratus, para a Loeb Classical Library. Além disso, ele também realizou a tradução de O Testamento de Salomão.
Ele faleceu em 1924, aos 68 anos de idade, e está enterrado no Cemitério de Brompton, em Londres.
A esposa dele, Mary Emily, exercia a atividade de tradução das obras de Wilhelm Scherer.

## Obras

### Livros
- Esboços de uma filosofia da religião por Hermann Lotze (1892) tradutor
- As desculpas armênias e os Atos de Apolônio e outros monumentos do cristianismo primitivo (1896)
- A Demonologia do Novo Testamento. EU (1896)
- Sobre a Vida Contemplativa; ou o Quarto Livro do Tratado sobre as Virtudes, de Philo Judaeus (1895) editor
- A Chave da Verdade, um Manual da Igreja Pauliciana da Armênia (1898)
- A história de Ahikar das versões siríaca, árabe, armênia, etíope, grega e eslava (1898) com J. Rendel Harris e Agnes Smith Lewis
- O Caso Dreyfus (1899)
- Rituale Armenorum Sendo a Administração dos Sacramentos e dos Ritos Breviários da Igreja Armênia Juntamente com os Ritos Gregos de Batismo e Epifania editados a partir dos manuscritos mais antigos (1905) com Arthur John Maclean
- Seleções da Septuaginta de acordo com o Texto de Swete (1905) com St. George Stock, mais tarde como Uma Gramática da Septuaginta Grega online
- A versão armênia de Apocalipse, Apocalipse de João, o Divino (1907) editor
- Mito, Magia e Moral: Um Estudo das Origens Cristãs (1909)
- História da crítica do Novo Testamento (1910)
- O Anel do Papa Xisto, Juntamente com o Prólogo de Rufino (1910)
- A Vida de Apolônio de Tiana: As Epístolas de Apolônio e o Tratado de Eusébio. Filóstrato (1912) tradutor, Loeb Classical Library, dois volumes
- Um Catálogo dos Manuscritos Armênios no Museu Britânico (1913)
- O Cristo Histórico; ou, Uma investigação das opiniões do Sr. JM Robertson, Dr.
- Dissidentes Russos (1921)
- A Igreja Armênia: Herança e Identidade. (St. Vartan Press: Nova York, 2001) editado pelo Rev. Nerses Vrej Nersessian

### Artigos
- " O Testamento de Salomão " (tradução), Jewish Quarterly Review (outubro de 1898)
- " A História do Natal ", The American Journal of Theology 3 (1899), 1–22
- " Antíoco Strategos, A captura de Jerusalém pelos persas em 614 DC Arquivado em 2009-09-25 no Wayback Machine  </link> " (tradução), English Historical Review 25 (1910), 502–517
- " Os Aspectos Filosóficos da Doutrina da Encarnação Divina " Jewish Quarterly Review (julho de 1895)
- " A Demonologia do Novo Testamento. I " Jewish Quarterly Review, julho de 1896
- " Demonologia Cristã. II " Revisão Trimestral Judaica, outubro de 1896
- " Demonologia Cristã. III " Revisão Trimestral Judaica, abril de 1897
- A forma eusébia do texto de Mateus 28:19 Zeitschrift für die neutestamentliche Wissenschaft (um diário) 2 (1901): 275–88
- " A sobrevivência dos sacrifícios de animais dentro da Igreja Cristã " The American Journal of Theology Janeiro de 1903
- " A História da Igreja Grega " The American Journal of Theology Julho de 1903